# Solvi Stübing

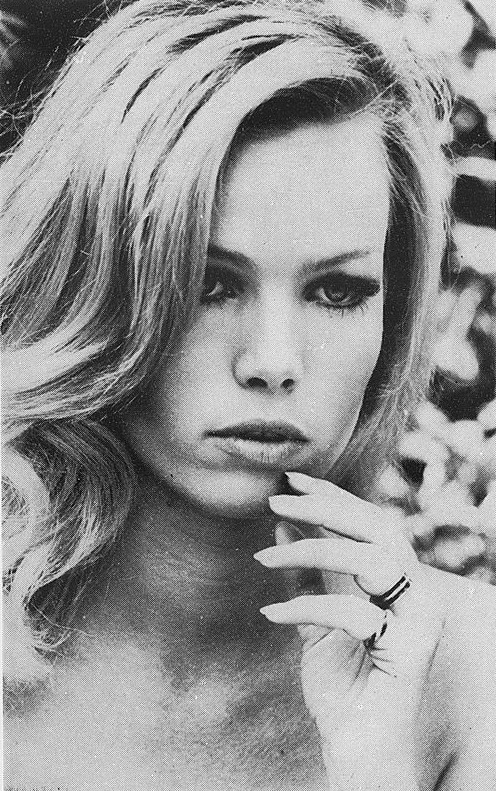
Solvi Stubing (1973)

Solvi Stübing (* 13. Januar 1941 in Berlin; † 3. Juli 2017 in Rom) war eine deutsche Schauspielerin.

## Leben
Stübing sammelte 1964 erste Filmerfahrungen, als sie neben Jean-Claude Brialy in Ich habe sie gut gekannt eine Rolle erhielt. In den folgenden 15 Jahren spielte sie in knapp 30 Genre- und Sexfilmen meist italienischer, aber auch deutscher Produktion, in denen die blonde, schlanke Darstellerin meist als Blickfang besetzt wurde und dem Helden zur Seite stand. Ihr Name wurde dabei meist als „Solvi (oder Solvy) Stubing“ wiedergegeben. Besondere Bekanntheit erhielt sie jedoch als Gesicht der Werbekampagne der Biermarke Peroni, die – zunächst in Schwarzweiß, später in Farbe – in zahlreichen Werbespots und -anzeigen zu sehen war und sich zu einer Ikone der Werbeindustrie entwickelte. Ab den 1980er Jahren spielte sie nur noch sehr vereinzelt und übernahm stattdessen die Moderation einiger Filmmagazine bei italienischen Privatsendern.
Stübing zierte mehrmals die Cover von Männermagazinen (u. a. des italienischen Playboys) und auch für Fotoromane.

## Politik
Solvi Stübing engagierte sich seit Ende der 1980er Jahre in der italienischen Politik. Nach eher kuriosen Anfängen (bei der Stadtverordneten-Wahl in Rom kandidierte sie für die Pensionistenpartei,) gehörte sie einer europäischen Kommission für Frauenfragen an und kandidierte für die Alleanza Nazionale 2004 für das Europäische Parlament.

## Filmografie (Auswahl)
- 1965: Ich habe sie gut gekannt (Io la conoscevo bene)
- 1965: Lo sceriffo che non spara
- 1966: Höllenjagd auf heiße Ware (New York chiama Superdrago)
- 1966: Siebzehn Jahr, blondes Haar
- 1966: Wir – die Trottel vom 12. Revier (2 mafiosi contro Al Capone)
- 1967: Komm Gorilla, schlag zu (Tiffany memorandum)
- 1968: Oswalt Kolle: Das Wunder der Liebe II – Sexuelle Partnerschaft
- 1969: Garringo – der Henker (Garringo)
- 1969: Heintje – Ein Herz geht auf Reisen
- 1969: Ich spüre deine Haut
- 1969: Die jungen Tiger von Hongkong
- 1969: Die liebestollen Baronessen
- 1970: Atemlos vor Liebe
- 1971: Blindman, der Vollstrecker (Blind man)
- 1973: Frauen, die man Töterinnen nannte (Le amazzoni - donne d'amore e di guerra)
- 1975: Der geheimnisvolle Killer (Nude per l'assassino)
- 1977: Die Kröte (La banda del gobbo)
- 1978: Stau (L'ingorgo)
- 2006: Il punto rosso